# نرسس موکاتسی
نرسس موکاتسی (ارمنی: Ներսես Մոկացի؛  زادهٔ ح ۱۵۷۵ - درگذشته ح ۱۶۲۵) نویسنده، شاعر، فیلسوف اهل ارمنستان بود.

## زندگی‌نامه
وی در ح. ۱۵۷۵ در روستای آسکنجاوس به دنیا آمد .  وی در ۱۶۲۵ در سن ۵۰ سالگی درگذشت.

## یادداشت
1. ↑  Asknjaws